# Takaka Aerodrome
Port lotniczy Tanaka (IATA: KTF, ICAO: NZTK) – mały port lotniczy obsługujący miasto Takaka na Wyspie Południowej w Nowej Zelandii. Znajduje się na północny zachód od miasta.

## Linie lotnicze i połączenia
| Linie lotnicze    | Połączenia                 |
| ----------------- | -------------------------- |
| Golden Bay Air    | Karamea                    |
| Golden Bay Air    | Nelson                     |
| Golden Bay Air    | Wellington                 |
| Remote Adventures | Nelson                     |
| Remote Adventures | Kapiti Coast (Paraparaumu) |